# 巴藏库尔 (瓦兹省)
巴藏库尔（法語：Bazancourt，法語發音：[bazɑ̃kuʁ]）是法国瓦兹省的一个市镇，位于该省西部偏北，属于博韦区。

## 地理
巴藏库尔（49°33'15"N, 1°44'7"E）面积3.15 平方千米，位于法国上法蘭西大區瓦兹省，该省份为法国北部内陆省份，北起索姆省，西接厄尔省和滨海塞纳省，南至塞纳-马恩省和瓦兹河谷省，东临埃纳省。
与巴藏库尔接壤的市镇（或旧市镇、城区）包括：丰特奈托尔西、圣康坦德普雷、叙利、冈库尔-圣艾蒂安、维莱韦尔蒙。

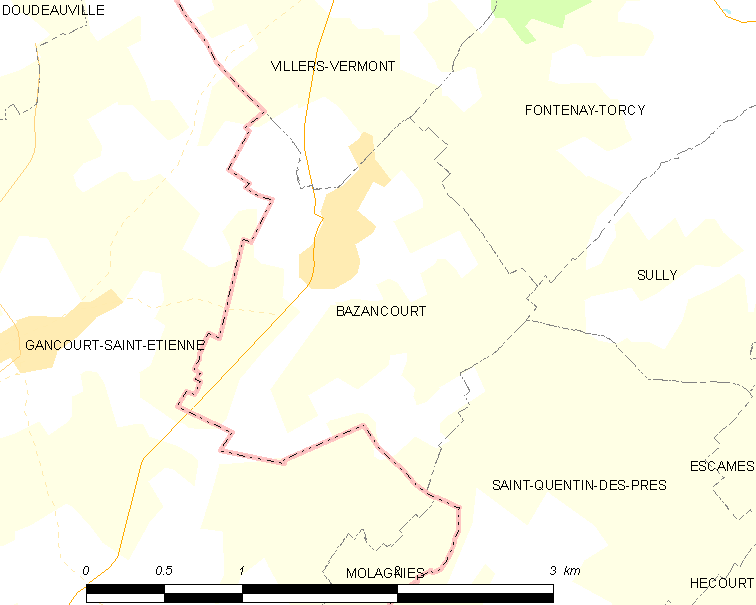
的OSM定位图

巴藏库尔的时区为UTC+01:00、UTC+02:00（夏令时）。

## 行政
巴藏库尔的邮政编码为60380，INSEE市镇编码为60049。

## 政治
巴藏库尔所属的省级选区为格朗维利耶县。

## 人口

1962-2008年间人口变化图示

巴藏库尔于2022年1月1日时的人口数量为103人。